# زال (مرند)
زال هي قرية في مقاطعة مرند، إيران. عدد سكان هذه القرية هو 453 في سنة 2006.